# Rasmus Ristolainen
Rasmus Ristolainen (* 27. října 1994 Turku) je finský hokejový obránce hrající v severoamerické National Hockey League (NHL) za tým Philadelphia Flyers, tým Buffalo Sabres ho v roce 2013 draftoval z 8. pozice.

## Hráčská kariéra
Ristolainen se svého debutu v NHL v dresu Buffala Sabres dočkal 2. října 2013 v úvodním dnu soutěže proti týmu Detroit Red Wings. Dne 5. ledna 2014 vstřelil v prodloužení finálového utkání MSJ v ledním hokeji 2014 ve švédském Malmö vítěznou branku proti domácímu celku „Tre Kronor“ a finskému výběru tak zajistil zlaté medaile. Svůj první hattrick v NHL zaznamenal 10. prosince 2015 proti Calgary Flames. Stal se tak prvním obráncem Sabres, který vstřelil hattrick od doby člena hokejové síně slávy Phila Housleyho v sezóně 1987/88.

## Ocenění a úspěchy
- 2014 MSJ - All-Star Tým
- 2014 MSJ - Nejlepší obránce
- 2014 MSJ - Vítězný gól

## Prvenství
- Debut v NHL - 2. října 2013 (Detroit Red Wings proti Buffalo Sabres)
- První gól v NHL - 25. října 2013 (Florida Panthers proti Buffalo Sabres, brankáři Jacob Markström)
- První asistence v NHL - 29. března 2014 (Buffalo Sabres proti Tampa Bay Lightning)
- První hattrick v NHL - 10. prosince 2015 (Calgary Flames proti Buffalo Sabres)

## Klubové statistiky
| Sezóna      | Klub                | Soutěž      |     | Základní část | Základní část | Základní část | Základní část | Základní část |   | Play off | Play off | Play off | Play off | Play off |
| Sezóna      | Klub                | Soutěž      | Z   | G             | A             | B             | TM            | Z             | G | A        | B        | TM       |          |          |
| 2010/11     | TPS Turku           | SM-l        | 1   | 0             | 0             | 0             | 0             | —             | — | —        | —        | —        |          |          |
| 2011/12     | TPS Turku           | SM-l        | 40  | 3             | 5             | 8             | 78            | 2             | 0 | 0        | 0        | 0        |          |          |
| 2012/13     | TPS Turku           | SM-l        | 52  | 3             | 12            | 15            | 32            | —             | — | —        | —        | —        |          |          |
| 2013/14     | Buffalo Sabres      | NHL         | 34  | 2             | 2             | 4             | 6             | —             | — | —        | —        | —        |          |          |
| 2013/14     | Rochester Americans | AHL         | 34  | 6             | 14            | 20            | 22            | 5             | 0 | 2        | 2        | 2        |          |          |
| 2014/15     | Buffalo Sabres      | NHL         | 78  | 8             | 12            | 20            | 26            | —             | — | —        | —        | —        |          |          |
| 2015/16     | Buffalo Sabres      | NHL         | 82  | 9             | 32            | 41            | 33            | —             | — | —        | —        | —        |          |          |
| 2016/17     | Buffalo Sabres      | NHL         | 79  | 6             | 39            | 45            | 58            | —             | — | —        | —        | —        |          |          |
| 2017/18     | Buffalo Sabres      | NHL         | 73  | 6             | 35            | 41            | 48            | —             | — | —        | —        | —        |          |          |
| 2018/19     | Buffalo Sabres      | NHL         | 78  | 5             | 38            | 43            | 38            | —             | — | —        | —        | —        |          |          |
| 2019/20     | Buffalo Sabres      | NHL         | 69  | 6             | 27            | 33            | 46            | —             | — | —        | —        | —        |          |          |
| 2020/21     | Buffalo Sabres      | NHL         | 49  | 4             | 14            | 18            | 36            | —             | — | —        | —        | —        |          |          |
| 2021/22     | Philadelphia Flyers | NHL         | 66  | 2             | 14            | 16            | 38            | —             | — | —        | —        | —        |          |          |
| 2022/23     | Philadelphia Flyers | NHL         | 74  | 3             | 17            | 20            | 32            | —             | — | —        | —        | —        |          |          |
| 2023/24     | Philadelphia Flyers | NHL         | 31  | 1             | 3             | 4             | 8             | —             | — | —        | —        | —        |          |          |
| NHL celkově | NHL celkově         | NHL celkově | 713 | 52            | 233           | 285           | 369           | —             | — | —        | —        | —        |          |          |

### Reprezentace
| Rok             | Tým             | Soutěž          | Z  | G | A  | B  | TM |
| --------------- | --------------- | --------------- | -- | - | -- | -- | -- |
| 2010            | Finsko 17       | SP do 17 let    | 5  | 0 | 2  | 2  | 4  |
| 2011            | Finsko 17       | SP do 17 let    | 5  | 1 | 0  | 1  | 4  |
| 2012            | Finsko 20       | MSJ             | 7  | 0 | 3  | 3  | 0  |
| 2012            | Finsko 18       | MS18            | 7  | 2 | 1  | 3  | 10 |
| 2013            | Finsko 20       | MSJ             | 6  | 2 | 4  | 6  | 20 |
| 2014            | Finsko 20       | MSJ             | 5  | 3 | 0  | 3  | 8  |
| 2016            | Finsko          | SP              | 3  | 0 | 0  | 0  | 0  |
| Junioři celkově | Junioři celkově | Junioři celkově | 35 | 8 | 10 | 18 | 46 |
| Senioři celkově | Senioři celkově | Senioři celkově | 3  | 0 | 0  | 0  | 0  |